# Nikšić
Nikšić (en ciríl·lic Никшић, pronunciació AFI [nîkʃit͡ɕ]) és amb 58.200 habitants la segona ciutat més gran de Montenegro, superada només per Podgorica.
La ciutat se situa aproximadament 50 km al nord-oest de la capital i està unida amb aquesta per una carretera i una línia fèrria, tancada de moment a causa de treballs de modernització. El municipi de Niksi té 76.700 habitants i abasta una superfície de 2.065 km². És així, actualment, el municipi més gran, quant a superfície, de Montenegro.

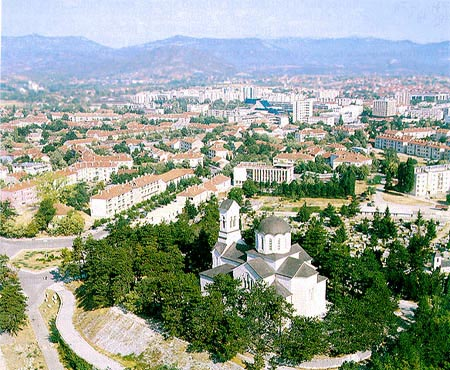
Vista panoràmica

Ja al segle iv hi havia aquí un assentament urbà, que rebia el nom d'Onogost. Les restes d'aquesta ciutat antiga encara són visibles avui. Al segle xvii sorgí el Monestir d'Ostrog, aproximadament 10 km al sud-est de Nikšić; el monestir era un lloc d'adoració de Sant Basili d'Ostrog (o Vasilije), les restes del qual són enterrades allà, i és considerat per això el centre espiritual més important de Montenegro. A la mateixa Nikšić es troba l'església de Saborna, que igualment està dedicada a Sant Basili; està envoltada d'un parc. Al voltant de la ciutat hi ha tres llacs, Krupa, Slano i Liverovii, que són llocs importants per anar d'excursió. La ciutat és també la llar de la fàbrica de cervesa Trebjesa, a més de ser la seu de la Facultat de Filosofia i Educació de la Universitat de Montenegro.

## Personalitats
De Nikšić procedeixen els primers ministres montenegrins Milo Đukanović i Željko Šturanović, així com els futbolistes Milorad Peković i Mirko Vučinić.